# 俄罗斯睡眠实验
《俄罗斯睡眠实验》是一个在网上广为流传的都市传说，讲述了苏联时代的一项科学实验中，五名受试者接触到一种抑制睡眠的兴奋剂的实验性故事，他们最後都变成了怪物丧失理智並死亡。
在一項軍方批准的科學實驗中，五名被視為“國家公敵”的囚犯被關在密封的毒氣室中，並不斷給予實驗性氣體興奮劑，讓受試者連續 30 天保持清醒。囚犯被錯誤地承諾，如果他們在指定的 30 天內完成實驗，他們將被釋放出監獄。在最初的 5 天裡，受試者表現得一如既往，互相交談並透過單向玻璃向研究人員竊竊私語，但注意到他們的討論在主題方面逐漸變得更加黑暗。9天后，一名受試者開始無法控制地尖叫數小時，而其他人對他的爆發沒有反應。那人尖叫了很久，撕裂了聲帶，結果啞了。當第二個人開始尖叫時，其他人通過粘貼撕破的書頁和自己的糞便來防止研究人員向裡面看在舷窗上。幾天過去了，研究人員無法查看內部情況，在此期間，房間內一片寂靜。研究人員使用對講機測試受試者是否還活著，並得到受試者表示順從的簡短回應。
第 15 天，研究人員決定關閉刺激氣體並重新打開腔室。受試者不想關掉煤氣，因為擔心他們會睡著。進入內部後，他們發現這四名倖存者在過去的幾天裡對自己進行了致命的、嚴重的自殘和開膛破肚 ，包括撕下皮膚和肌肉、切除多個腹部內臟、進行自相殘殺。 在他們自己身上，以及第二個對象的自相殘殺，並讓 10 厘米（4 英寸）的血和水積聚在地板上，他們從第二個對象身上撕下的紙和肉塊被塞進了幾個排水溝，被發現死了房間一打開就在地板上。受試者強烈拒絕離開房間並懇求科學家繼續使用興奮劑，結果殺死了一名士兵並重傷了另一名試圖將他們帶走的士兵。在最終被移出收容室後，所有受試者都表現出極強的力量，對麻醉劑和鎮靜劑具有前所未有的抵抗力，儘管受到致命傷害仍能保持活力，並且極度渴望保持清醒並服用興奮劑。還發現，如果任何一個受試者睡著了，他們就會死去。
在對他們的重傷進行了一定程度的治療後，倖存的三名受試者準備在軍方官員的命令下帶著興奮劑返回毒氣室（儘管這違背了研究人員的意願），腦電圖監視器顯示大腦的短暫反复時刻死亡。在密室被密封之前，其中一名受試者睡著了然後死了，唯一能說話的受試者尖叫著立即被密封在密室中。軍事指揮官下令將另外三名研究人員與其餘兩名受試者一起關在房間內。一名研究人員立即拔出槍，朝指揮官和啞巴對象的頭部開槍殺死了他們，導致另一個人逃離了房間。由於只有一個倖存者，嚇壞了的研究人員解釋說，他不會允許自己被鎖在一個房間裡，房間裡有怪物，這些怪物已經不能再稱為人了。他拼命地問這個對像是什麼，對象笑了笑並指出他自己和其他墮落的對像是人類思想中與生俱來的邪惡，可以通過睡眠來控制。短暫的停頓後，研究人員朝囚犯的心臟開了一槍，他垂死地呼吸着，倒在地板上，對象喃喃地說出了最後的話；“所以……終於能……自由了……”